# ستيف تشين
ستفين شيه تشين (بالصينية: 陳士駿) (بالحروف الصينية التقليدية: "陳|士|駿"، بالحروف الصينية المبسطة: "陈士骏" وبنظام البينيين:"Chén Shìjùn". ولد في 25 أغسطس 1978) رائد إنترنت ورجل أعمال أمريكي، أحد المؤسسين المشاركين ومدير التكنولوجيا التنفيذي السابق في موقع الفيديوهات الشهير يوتيوب. شارك تشين أيضا في تأسيس شركة أفوس "AVOS" للأنظمة وتطبيق الفيديوهات الشهير ميكس بت. إنضم في عام 2014، إلى جوجل مشاريع "Google Ventures".

## السيرة الذاتية

### السنوات المبكرة والتعليم
ولد تشن في تايبي، تايوان. عند بلوغه الخامسة عشر، هاجر مع اسرته إلى الولايات المتحدة مستقرين في بروسبيكت هايتس، إلينوي. إلتحق تشين بمدرسة ريفر ترايل المتوسطة في مونت بروسبكت ثم مدرسة جون هيرزي الثانوية في أرلينغتون هايتس للسنة الأولى في المدرسة الثانوية. بينما إلتحق خلال السنوات الثلاث الأخيرة من دراسته الثانوية بأكاديمية إلينويز للرياضيات والعلوم في أورورا، إلينوي.
درس علوم الكمبيوتر في جامعة إلينوي في إربانا-شامبين. وتخرج في عام 2002.

### العمل الوظيفي

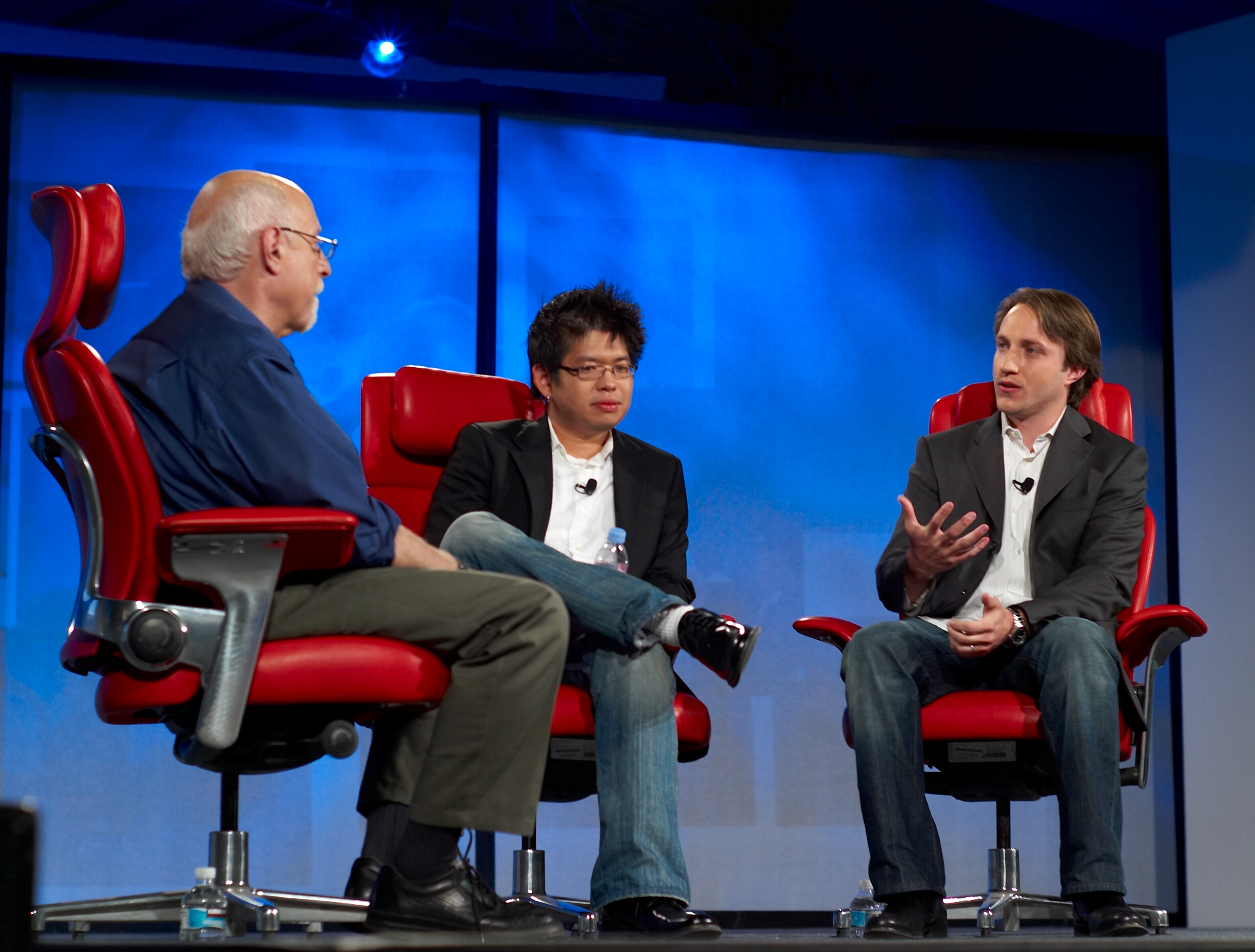
تشين (في الوسط) مع زميله في تأسيس اليوتيوب تشاد هيرلي في مؤتمر كل الأشياء رقمية لعام 2007.

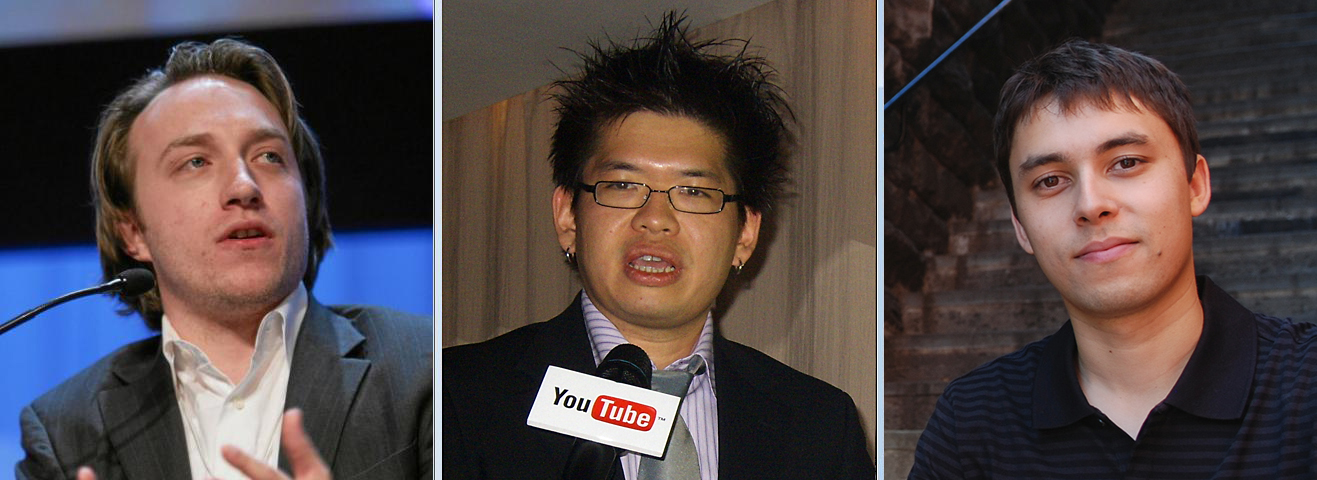
مؤسسو يوتيوب من اليمين إلى اليسار: جاود كريم، وستيف تشين وتشاد هيرلي.

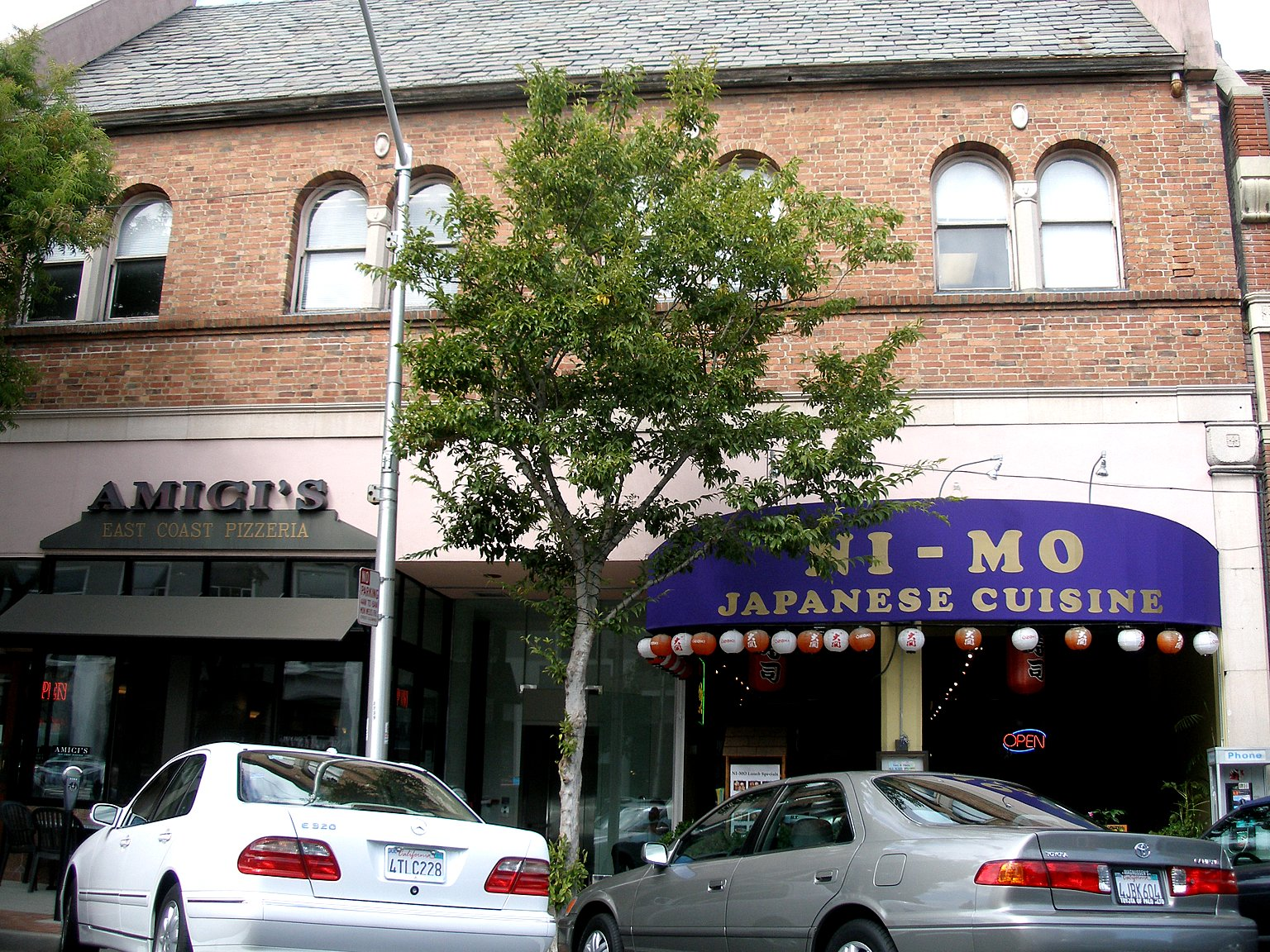
مقر يوتيوب الأول في سان ماتيو

عمل تشين موظفا في شركة باي بال، حيث التقى فيها لأول مرة مع تشاد هيرلي وجاود كريم. بعد تركه باي بال عمل فترة في فيسبوك كأحد أوائل الموظفين قبل أن يغادر مرة أخرى ليبدأ مع زميليه في تأسيس اليوتيوب.
في عام 2005، أطلق الثلاثي أشهر موقع لمشاهدة الفيديوهات في العالم حاليا، موقع اليوتيوب، شغل فيه تشين منصب مدير التكنولوجيا التنفيذي.
في يونيو 2006، تم اختيار تشين من قبل مجلة بيزنيس 2.0 في قائمة «50 شخص يهتم الآن» في مجال إدارة الأعمال. في 16 أكتوبر 2006، باع كلا من تشين وهيرلي أسهمهم في اليوتيوب إلى شركة جوجل مقابل 1.65 مليار دولار. حصل تشين منها على 625,366 سهم في شركة جوجل و 68,721 سهم إضافي خلال عملية البيع. بحلول عام 2018، بلغت قيمة أسهمه في شركة جوجل 729 مليون دولار.
أنشا هو وهيرلي أنظمة أفوس التي حصلت على موقع ديليشس من شركة ياهو.
في 15 مايو 2011، تم إدراجه كأحد أفضل 15 عالم أسيوي يجب مراقبته وفقا لمجلة العلماء الأسيويين.
أنشا تشين موقع بث مباشر للطعام أسماه نوم.كوم في عام 2016 مع فيجاي كارونامورثي. في 2017 أغلق البث المباشر للموقع وتحولت خصوصية صفحته على موقع التواصل الإجتماعي تويتر إلى خاص في حين أصبح حسابه على فيسبوك خامل منذ مارس 2017.

## الجوائز
- جائزة أكاديمية لينكولن في إلينوي.
- وسام لينكولن (أعلى شرف للدولة) من قبل حاكم إلينوي في عام 2018.[16]

## الحياة الشخصية
في عام 2009، تزوج تشين من بارك جي هيان (غيرت إسمها الآن إلى جيمي تشين)، مديرة تسويق لمنتجات جوجل في كوريا. يعيش الثنائي في سان فرانسيسكو. رزق الثنائي بطفلين، الأول في يوليو 2010.
العائلة من المؤيدين الرئيسيين لمتحف الفن الآسيوي في سان فرانسيسكو، في يوليو 2012، تعيين جيمي كأمين عام للمتحف.

## وصلات خارجية
- صفحة ستيف تشين الرسمية على اليوتيوب
- ستيف تشين التفي المحلي الذي أطلق اليوتيوب

فيديوهات
- مقابلة مع تشاد هيرلي وستيف تشين
- تاريخ اليوتيوب من عام 2005 إلى عام 2016